# Ray McDonald
Raymondo Antoine McDonald (Pahokee, 2 settembre 1984) è un giocatore di football americano statunitense che gioca nel ruolo di defensive end per i San Francisco 49ers della National Football League (NFL). Fu scelto nel corso del terzo giro (97º assoluto) del Draft NFL 2007 dai 49ers. Al college ha giocato a football coi Florida Gators con cui ha vinto il titolo nazionale nel 2006.

## Carriera professionistica

### San Francisco 49ers
McDonald fu scelto nel corso del terzo giro del Draft 2007 dai San Francisco 49ers. Nella sua stagione da rookie disputò nove partite, nessuna delle quali come titolare, mettendo a segno 3 tackle e un sack. Ray divenne stabilmente titolare a partire dalla stagione 2011 quando stabilì i propri primati in carriera per tackle (39), sack (5,5) e fumble forzati (2).
Nel Super Bowl XLVII McDonald mise a segno 3 tackle e un sack su Joe Flacco ma i 49ers furono sconfitti 34-31 dai Baltimore Ravens.

## Palmarès
- National Football Conference Championship: 1

San Francisco 49ers: 2012

## Statistiche
| Partite totali      | 72   |
| Partite da titolare | 25   |
| Tackle totali       | 100  |
| Sack                | 10,5 |
| Intercetti          | 1    |
| Fumble forzati      | 2    |